# Liste der Biografien/Thot
Liste der Biografien |
Portal Biografien |
Personensuche
# |
A |
B |
C |
D |
E |
F |
G |
H |
I |
J |
K |
L |
M |
N |
O |
P |
Q |
R |
S |
T |
U |
V |
W |
X |
Y |
Z |
?
 
Ta |
Tc |
Te |
Tf |
Tg |
Th |
Ti |
Tj |
Tk |
Tl |
Tm |
To |
Tq |
Tr |
Ts |
Tu |
Tv |
Tw |
Tx |
Ty |
Tz
 
Tha |
The |
Thi |
Thj |
Thn |
Tho |
Thr |
Thu |
Thw |
Thy
 
Thoa |
Thob |
Thod |
Thoe |
Thof |
Thog |
Thoh |
Thoi |
Thok |
Thol |
Thom |
Thon |
Thoo |
Thop |
Thor |
Thos |
Thot |
Thou |
Thov |
Thow |
Thoz
Die Liste der Biografien führt alle Personen auf, die in der deutschsprachigen Wikipedia einen Artikel haben. Dieses ist eine Teilliste mit 12 Einträgen von Personen, deren Namen mit den Buchstaben „Thot“ beginnt.

## Thot
- Thot, Duckie (* 1995), südsudanesisch-australisches Model

### Thoth
- Thothori Nyentsen, König von Tibet

### Thotn
- Thotnefer, Schatzhausvorsteher im alten Ägypten zur Zeit des Neuen Reichs

### Thots
- Thotsaphon Yodchan (* 1986), thailändischer Fußballspieler

### Thott
- Thott, Birgitte (1610–1662), dänische Schriftstellerin, Übersetzerin, Gelehrte und Feministin
- Thottam, Lawrence Ephraem (1928–1997), indischer Geistlicher, syro-malankara katholischer Bischof von Marthandom
- Thottamkara, Varghese (* 1959), indischer römisch-katholischer Ordensgeistlicher, Bischof von Balasore
- Thottathil, Philippos Stephanos (* 1952), indischer Geistlicher, syro-malankarisch-katholischer Bischof der Vereinigten Staaten und Kanadas
- Thottumarickal, Chacko (* 1949), indischer Geistlicher, emeritierter römisch-katholischer Bischof von Indore
- Thottumkal, Asin (* 1985), indische Filmschauspielerin, Model und Bühnenperformerin
- Thottungal, Clement (1909–1991), indischer Ordensgeistlicher, syro-malabarischer Bischof von Sagar
- Thottunkal, Baselios Cleemis (* 1959), indischer Geistlicher, Oberhaupt der mit Rom unierten Syro-malankarischen KircheBaselios Cleemis Thottunkal (* 1959)

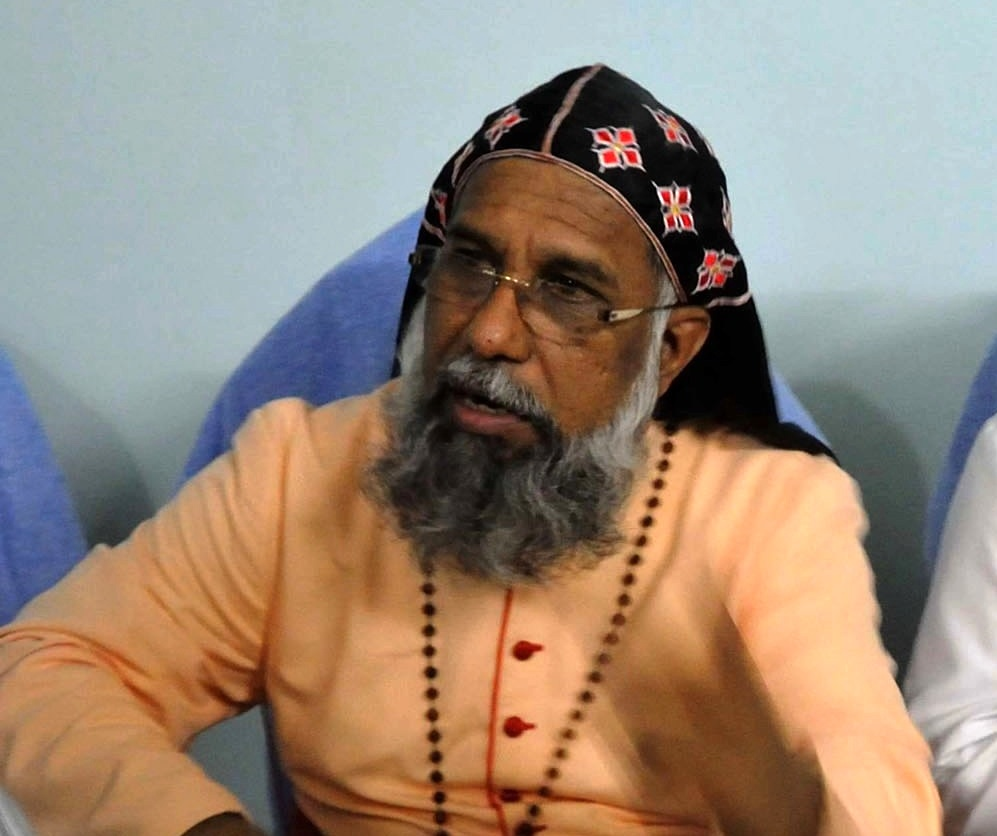
Baselios Cleemis Thottunkal (* 1959)